# Раздолье (Макушинский район)
Раздолье — деревня в Макушинском муниципальном округе Курганской области. До июля 2020 года входила в состав Коноваловского сельсовета.

## История
Основана в 1924 году как выселок села Моршиха. По данным на 1926 год выселок Раздолье состоял из 43 хозяйств. В административном отношении входил в состав Моршихинского сельсовета Макушинского района Курганского округа Уральской области.

## Население
| 1989 | 2002 | 2010 |
| ---- | ---- | ---- |
| 124  | ↘122 | ↘83  |

По данным переписи 1926 года на выселке проживало 204 человека (95 мужчин и 109 женщин), в том числе: русские составляли 100 % населения.